# Anacreonte, Baco y Cupido
Anacreonte, Baco y Cupido es un óleo sobre lienzo del pintor francés Jean-Léon Gérôme realizado en 1848. Se conserva en el Museo de los Agustinos de Toulouse. El lienzo mide 136 × 211 cm.
El cuadro fue expuesto en el Salón de 1848. 
Una versión esculpida se encuentra en el museo Georges-Garret en Vesoul y otra en el Instituto de Arte de Chicago. 

## Descripción
Anacreonte, poeta griego conocido por su amor por el vino y la música, está acompañado por dos figuras de la mitología, con forma de niño: Baco, el dios romano del vino y Cupido, el dios del amor.
Se muestra a Anacreonte con una corona de mirto y tocando la lira, acompañado por los dos dioses que bailan junto a él. Ambos fueron la principal fuente de inspiración para el poeta. A la izquierda, una bacante o ménade, sentada desnuda de perfil, toca una flauta doble, el aulos. A sus pies hay lecitos y cestas de flores. Al fondo, numerosos personajes, vestidos o no, seguramente reunidos para las Bacanales. La composición en estilo neogriego se desarrolla bajo un cielo crepuscular. 
La firma del artista "GEROME 1848" se encuentra arriba a la izquierda, en la base de una escultura detrás de la ménade. El artista pintará luego Baco y Cupido borrachos hacia 1850 y retomará el tema de Anacreonte con una serie de pinturas, además de las esculturas ya mencionadas.

### Tratamiento del tema.

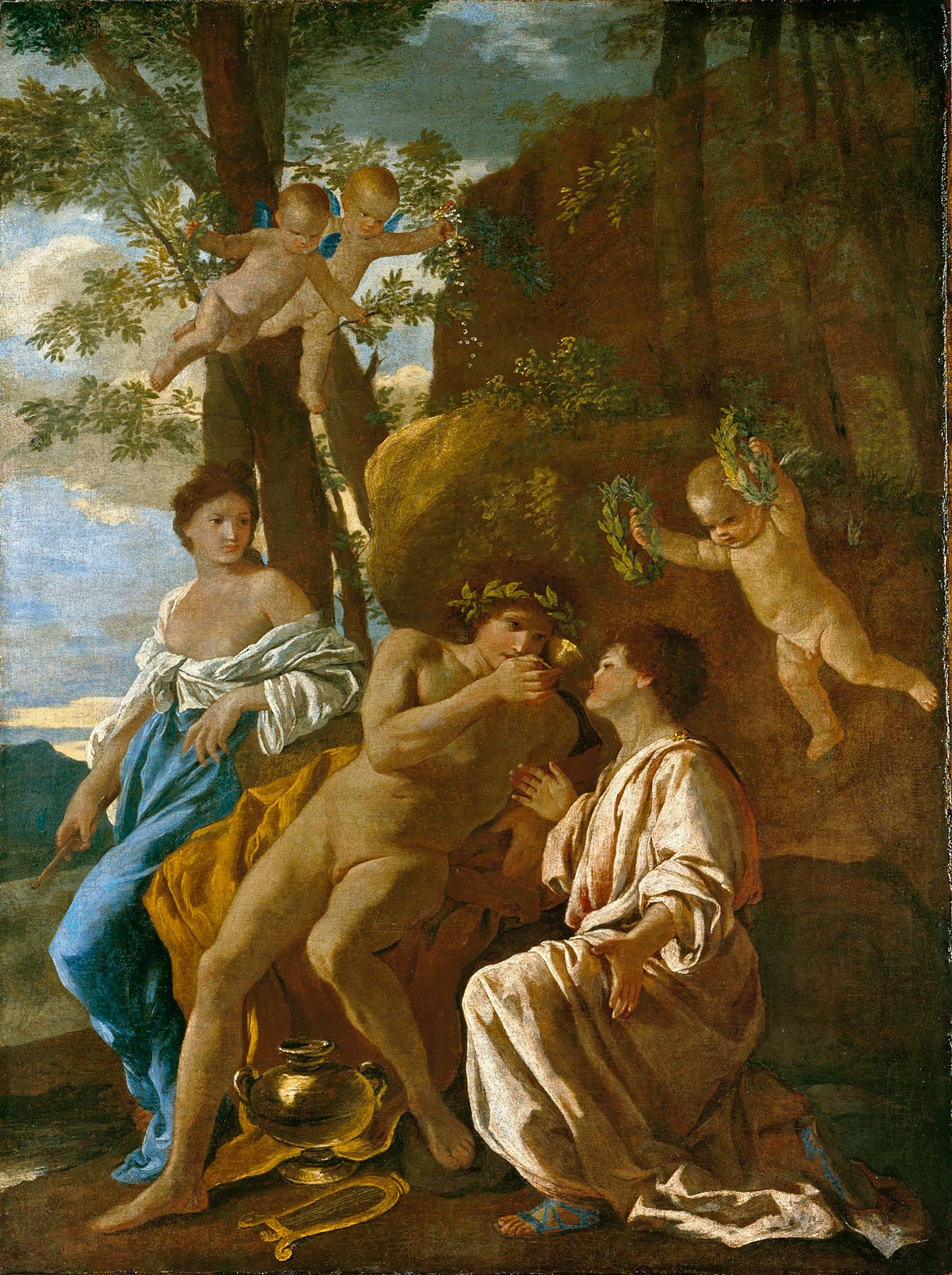
Versión de Nicolas Poussin.
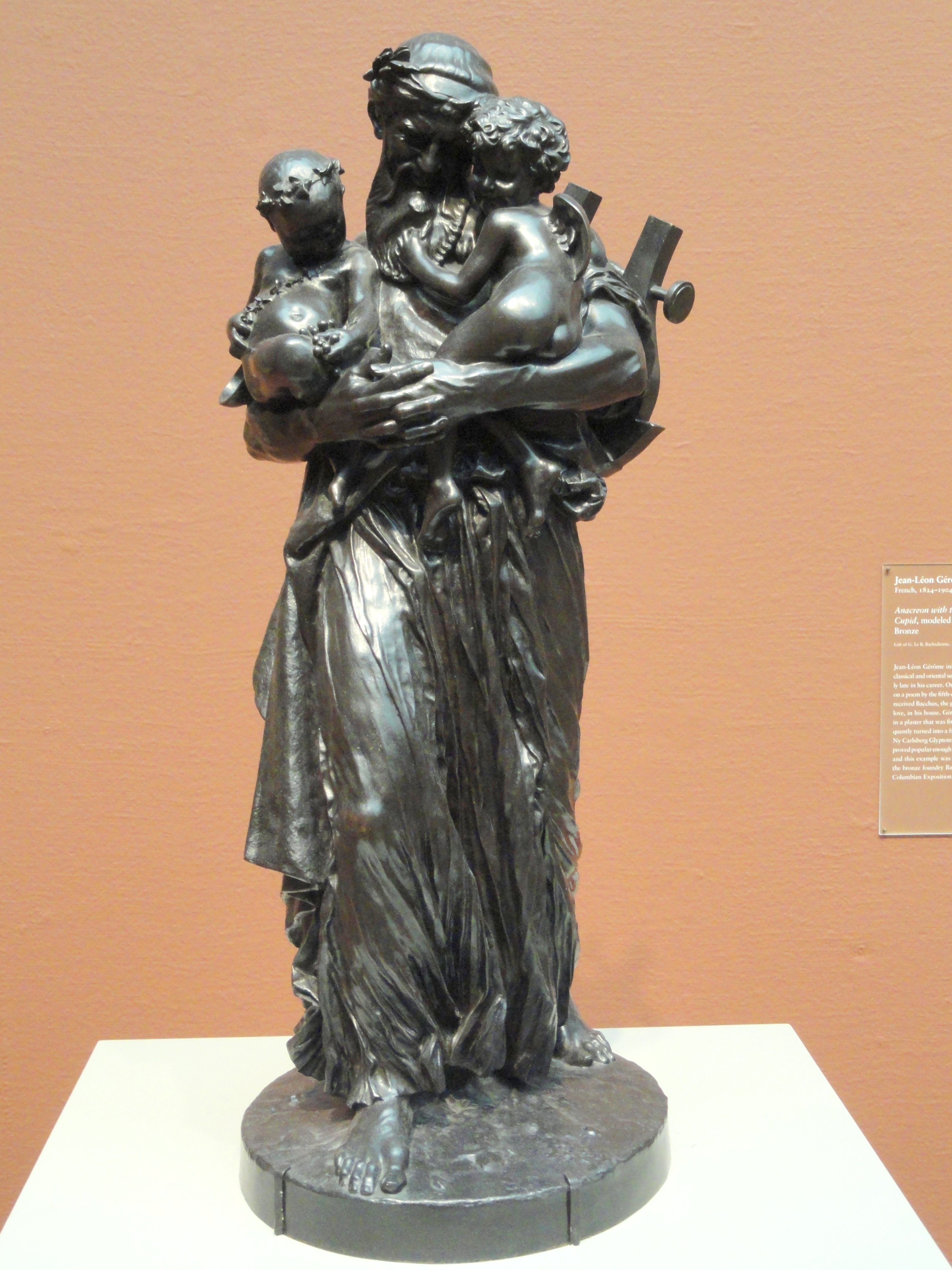
Versión esculpida en bronce de Chicago.
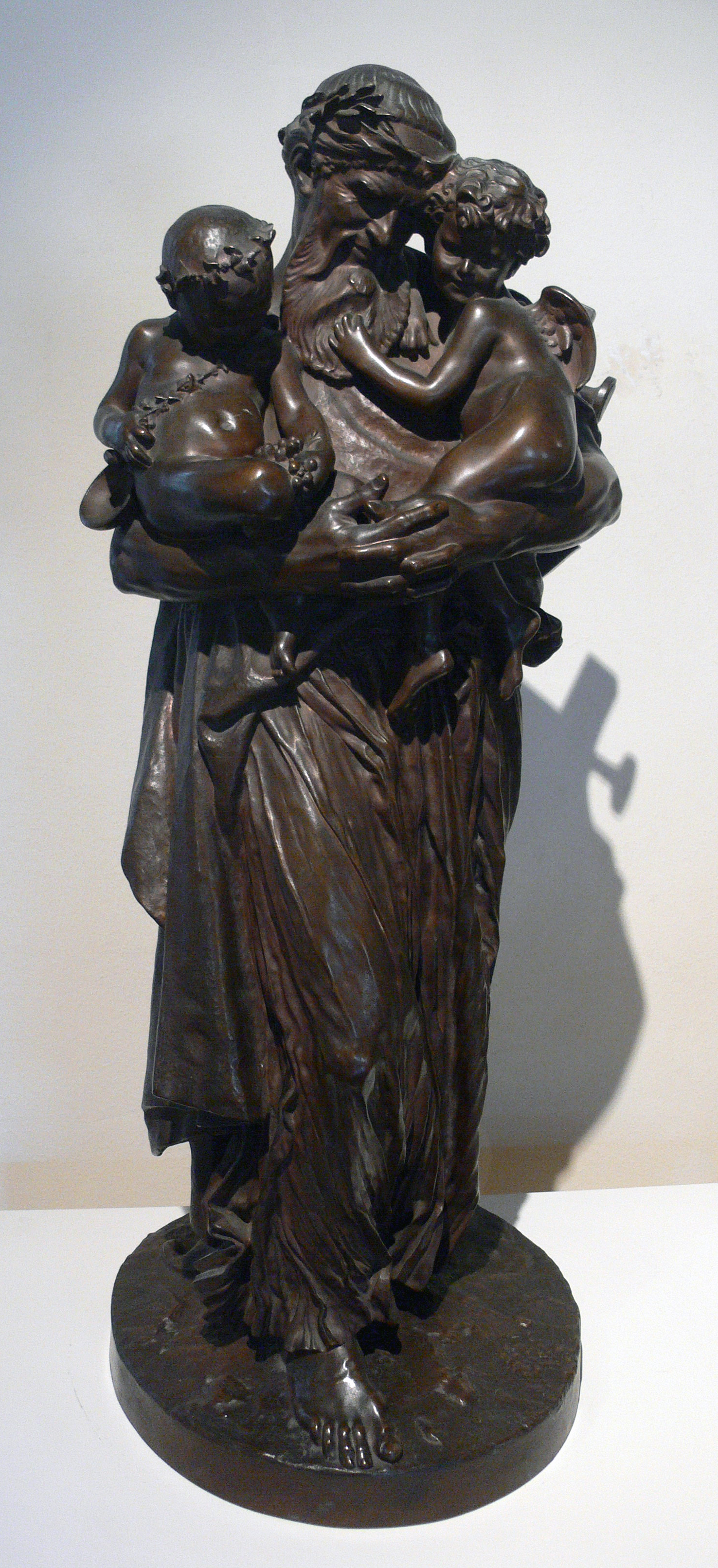
Versión escultórica del museo Vesoul.
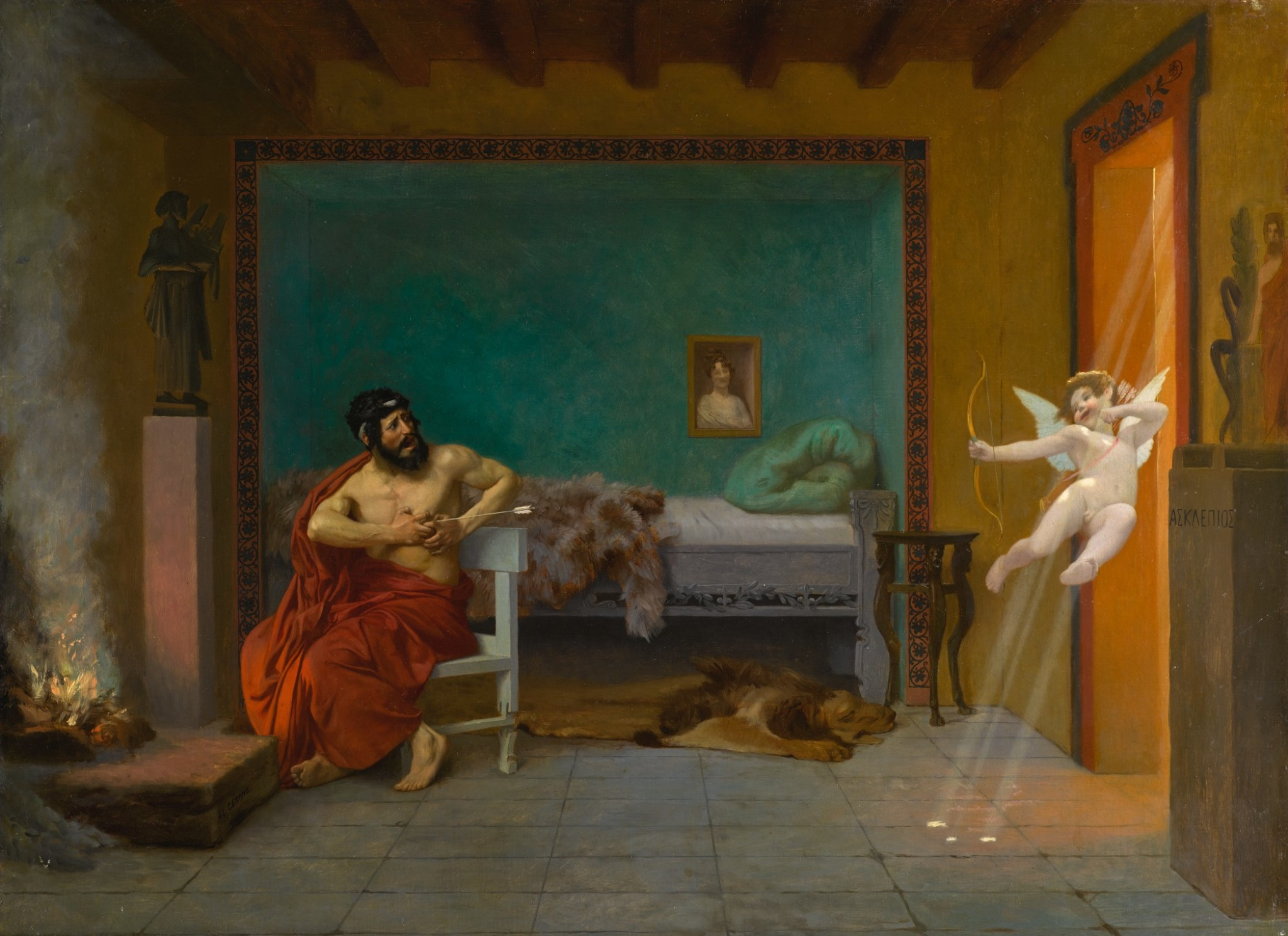
Uno de los cuadros de la historia de Anacreonte de Gérôme.
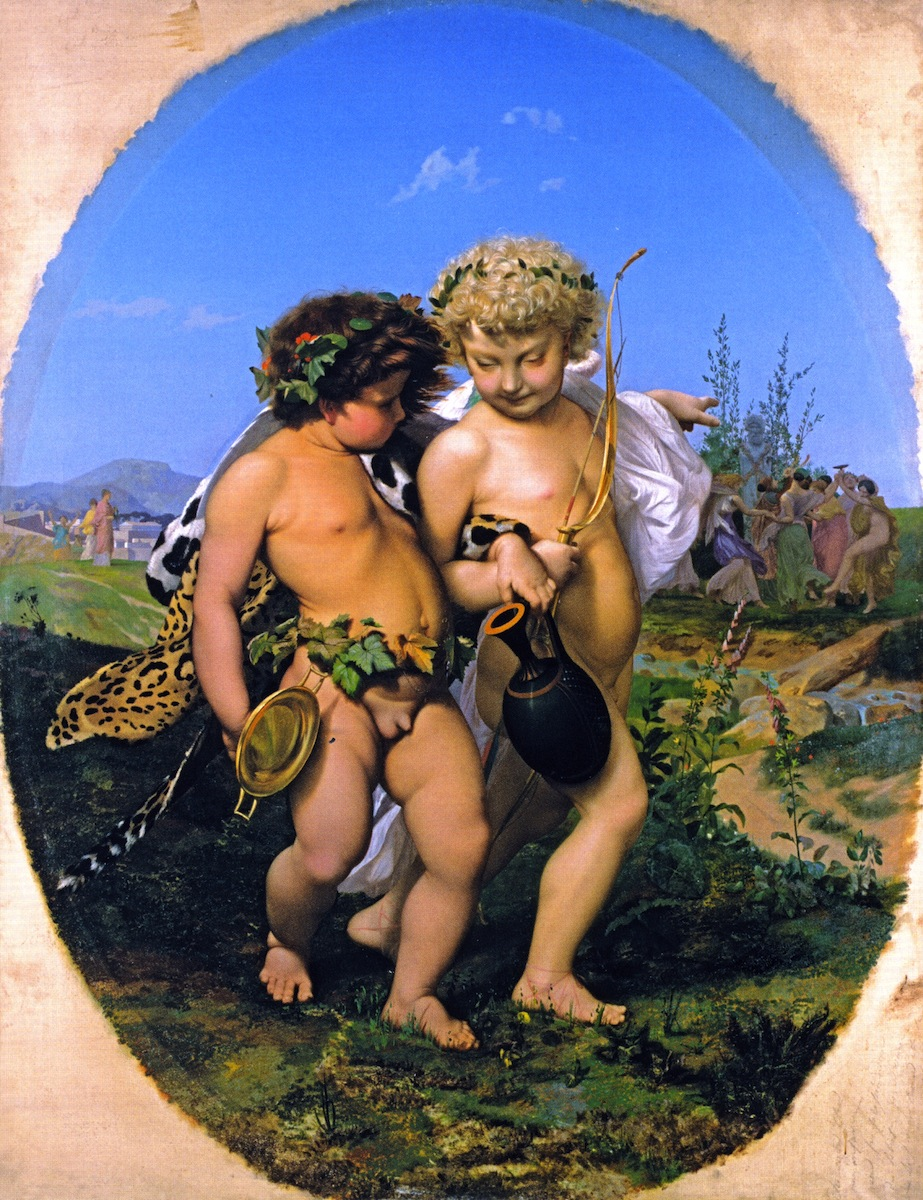
Baco y Cupido borrachos.